# Fritz Weißhaupt

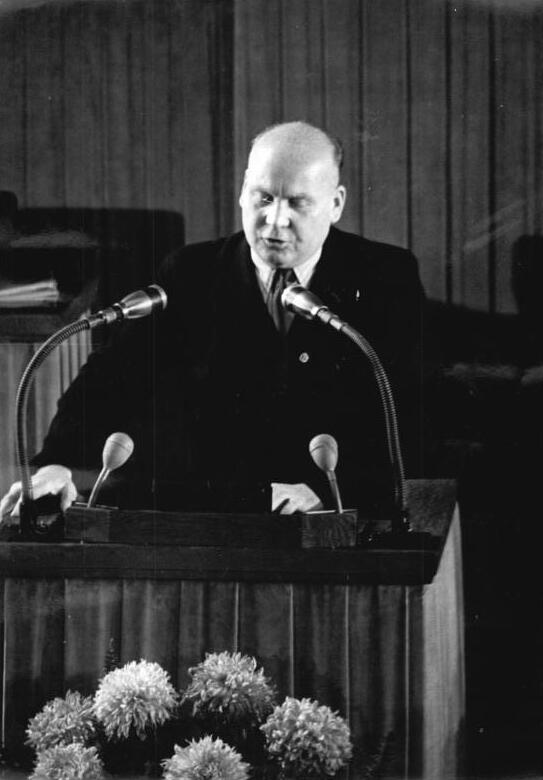
Fritz Weißhaupt während einer Volkskammersitzung 1951

Fritz Weißhaupt (* 6. März 1910 in Leitishofen; † Mai 1984 in Magdeburg) war ein deutscher Politiker der DDR-Blockpartei DBD. Er war Abgeordneter der Volkskammer der DDR, sächsischer Landwirtschaftsminister und Vorsitzender des DBD-Bezirksvorstandes Magdeburg.

## Leben
Der Sohn eines Bauern arbeitete nach dem Besuch der Volksschule und einer landwirtschaftlichen Berufsschule auf dem väterlichen Hof. Von 1932 bis 1935 war er Volontär und anschließend Verwalter von landwirtschaftlichen Betrieben. Am 1. Mai 1933 wurde er Mitglied der NSDAP, jedoch am 8. Juli 1936 vom Gaugericht Sachsen wieder ausgeschlossen. 1944 wurde er zur Wehrmacht eingezogen. Nach kurzem Kriegsdienst und amerikanischer Kriegsgefangenschaft setzte ihn die Rote Armee als Verwalter eines beschlagnahmten Gutes in Oelsnitz/Vogtl. ein. 
Anschließend erhielt er eine Neubauernstelle, trat 1946 in die SED ein und wurde im Januar 1948 Sekretär der SED-Kreisleitung Oelsnitz. Im Juni 1948 wurde er Mitbegründer der DBD in Sachsen und Vorsitzender des DBD-Kreisvorstandes Oelsnitz. Ab Januar 1950 war er politischer Geschäftsführer des DBD-Landesverbandes Sachsen. Im Juni 1950 wurde er als Nachfolger von Felix Kaden Minister für Land- und Forstwirtschaft der Landesregierung Sachsen. Das Amt bekleidete er bis zur Auflösung des Landes Sachsen im Juli 1952.
Von 1949 bis 1954 und 1958 bis 1963 war er Mitglied der Volkskammer und von 1950 bis 1952 Mitglied des Landtages Sachsen. Im August 1952 wurde er Abgeordneter des Bezirkstages Dresden und stellvertretender Vorsitzender des Rates des Bezirkes Dresden. Von 1953 bis 1962 fungierte er als Leiter der Abteilung Pflanzliche Produktion beim Ministerium für Land- und Forstwirtschaft der DDR. Von 1955 bis 1982 war er Mitglied des DBD-Parteivorstandes und von 1962 bis April 1975 Vorsitzender des DBD-Bezirksvorstandes Magdeburg. Außerdem war er von 1963 bis 1976 Abgeordneter des Bezirkstages Magdeburg.
Er starb im Alter von 74 Jahren in Magdeburg.

## Auszeichnungen
- Ehrennadel der VdgB (1956)
- Vaterländischer Verdienstorden in Bronze (1958), in Silber (1970) und in Gold (1975)[3]